# Åben stjernehob
En åben stjernehob er en samling stjerner, som er gravitationelt bundet til hinanden. Dvs. at de befinder sig i ret kort indbyrdes afstand og ikke blot ses i samme retning.
| Astronomi | Spire Denne artikel om astronomi er en spire som bør udbygges. Du er velkommen til at hjælpe Wikipedia ved at udvide den. |